# Bundenthal

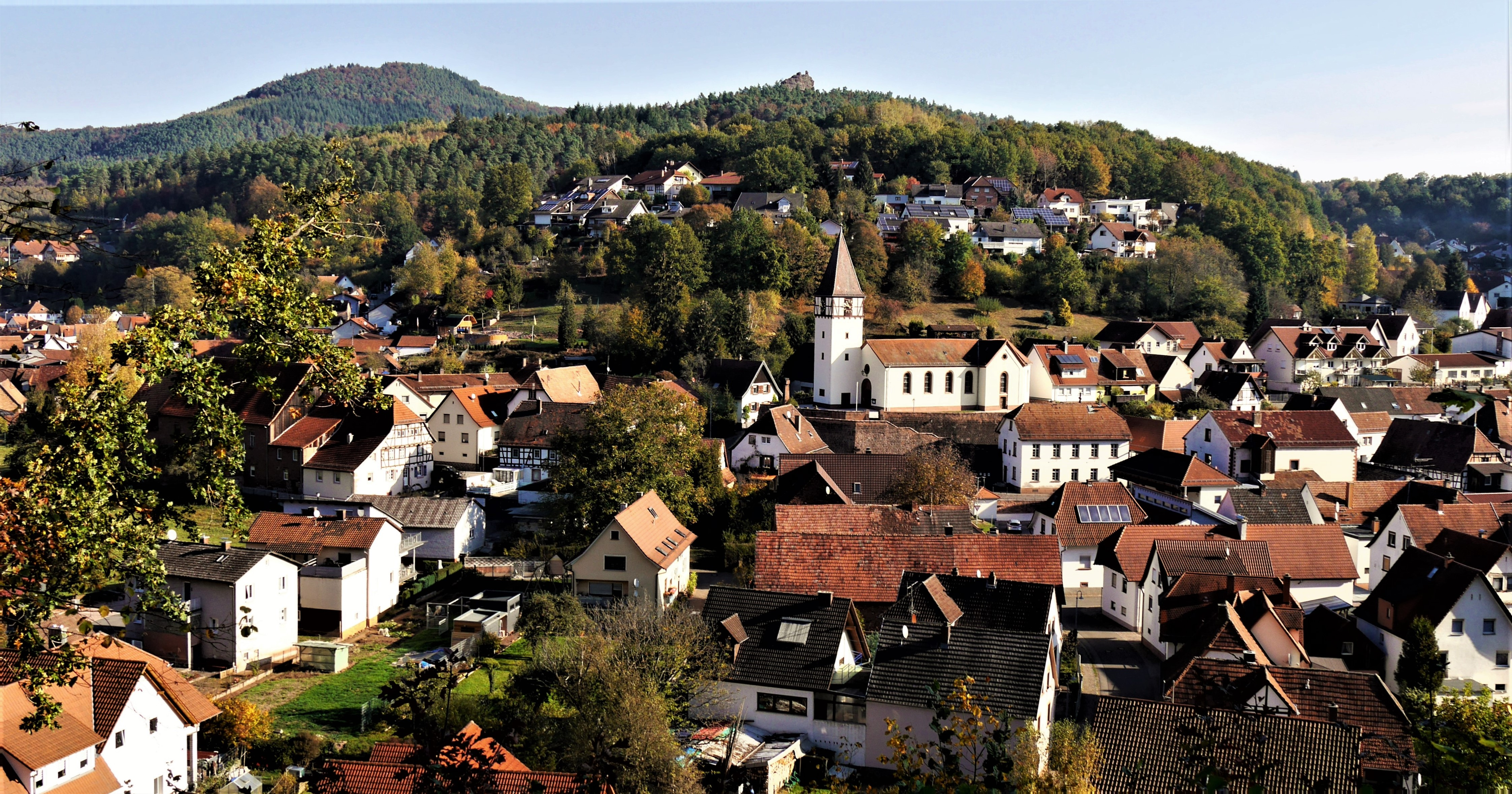
Ortsbild von Bundenthal mit Fladenstein und Jüngstberg

Bundenthal ist eine Ortsgemeinde im Landkreis Südwestpfalz in Rheinland-Pfalz. 1969 wurde sie mit dem Nachbarort Bruchweiler-Bärenbach zur Ortsgemeinde Wieslautern zusammengelegt, dies wurde 1989 rückgängig gemacht und die Gemeinde Bundenthal in ihrer zuvor bestehenden Form wiederhergestellt. Sie gehört der Verbandsgemeinde Dahner Felsenland an, die ihren Verwaltungssitz in der Stadt Dahn hat.

## Geographie

### Lage
Bundenthal liegt im Wasgau, wie der Südteil des Pfälzerwaldes auch genannt wird, im sogenannten Dahner Felsenland. Nachbargemeinden sind – im Uhrzeigersinn – Bruchweiler-Bärenbach, Busenberg, Erlenbach bei Dahn, Niederschlettenbach, Nothweiler, Schönau (Pfalz) und Rumbach. Rund wenige hundert Meter südlich der Gemeindegemarkung befindet sich die Staatsgrenze zu Frankreich. Die Gesteinsschichten werden dem Buntsandsteinbereich zugeordnet. Geologisch besteht die Bundenthaler Verwerfung und Weitung.

### Erhebungen
Im Nordosten der Gemarkung erstreckt sich der Jüngstberg mit 491 m ü. NHN. Unweit der Grenze zu Nothweiler liegt das 412 m ü. NHN hohe Mäuerle. Westlich von diesem an der Gemarkungsgrenze zu Rumbach erstrecken sich der 475 m ü. NHN hohe Beißenberg, der Große Heinzenkopf (309,3 m ü. NHN) und im Südwesten an der Grenze zu Bobenthal der 455 m ü. NHN hohe Große Humberg.

### Gewässer
Die Lauter durchfließt in Nord-Süd-Richtung das Siedlungsgebiet; zuvor nimmt sie von rechts den Rumbach auf. An der Lauter liegt auf Rumbacher Gemarkung wohl seit 1348 die Falkenmühle, auch „Bontendalle Müle“ genannt und gegenüber, seit 1641, die Waldenburger Mühle. Beide wurden in eine Ferienanlage umgewandelt.

## Geschichte

### Mittelalter
Der Ort Bundenthal wurde erstmals am 14. November 1290 in gelehrtem Latein als „valle coloris“ vom Speyerer Bischof Friedrich von Bolanden in einer Lehensurkunde an seinen Kämmerer Walter von Lemberg erwähnt. Bundenthal und der Nachbarort Finsternheim (winsternheym) waren durch die intensive Rodungstätigkeit des Klosters Weißenburg im 10./12. Jahrhundert entstanden. Beim „Salierraub“ wurde wohl Bundenthal zum Reichslehen, das nur der Kaiser vergab. Der Ortsname war bei frühen schriftlichen Belegen Objekt „volksetymologischer“ Deutungsversuche (von Valle Coloris, Wundenthal, Buntendalle, (Biunde= mit Flechtwerk umgebenes Gebiet) bzw. Bonthenthal; Pontenthal, Ponto: Brücke/Übergang). Der Ortsname Bundenthal erscheint im europäischen Sprachbereich nicht weiter.
Der Besitz des Lehens wechselte häufig. 1342 übergab Kaiser Ludwig der Bayer das „Berwartsteiner Lehen“ und „Wundenthal“ an Walram von Sponheim, dessen Nachfahren Graf Johann V. von Sponheim es 1418 auf dem Konzil von Konstanz durch Kaiser Sigismund erneut bestätigt wurde. Nach dem Aussterben der Sponheimer belehnte Kaiser Friedrich III. 1442 den Markgrafen Jakob von Baden mit Bundenthal. 1462 fiel dessen Sohn Markgraf Karl in Ungnade, der pfälzische Kurfürst erhielt daraufhin Bundenthal. 1480 belehnte Kurfürst Ludwig (1478–1544) seinen Marschall Hans von Trotha mit Burg Berwartstein und Bundenthal. 1485 erwarb dieser das auch vom Kloster Weißenburg beanspruchte Burg- und Dorflehen käuflich, das 1511 an den Sohn Christoph von Trotha überging.

### Neuzeit
1549 erbte Hans von Fleckenstein das Lehen Bundenthal, das nach dem Tod seines kinderlosen Nachfolgers, Wolf Philipp von Fleckenstein (1637), an den Kaiser zurückfiel. 1641 belehnte Kaiser Ferdinand III. (1608–1657) den katholischen Freiherrn Gerhard von Waldenburg zu Hilgenhoven mit Bundenthal. Im Westfälischen Frieden 1648 wurde Bundenthal als Waldenburger Erbe erwähnt. Seitdem hatten bis zur Französischen Revolution die Schenken von Waldenburg die Ortsherrschaft inne.
1793 begannen die Revolutionskämpfe am Mäuerle und die Franzosenzeit. 1797 wurde Josef Leidner Maire/Bürgermeister von Bundenthal. 1814–1816 wurde Bundenthal unter österreichische Verwaltung gestellt und 1818 ernannte Kaiser Franz I., Carl Leibinger zum Ritter von Bundenthal. 1816 wurde Bundenthal bayerisch; Forstbeamte ordneten die Waldwirtschaft und König Ludwig I. ernannte 1825 Friedrich Breiner zum Bürgermeister. Bundenthaler verdienten sich im Winter durch Handel von Kleinmaterial im Elsass ein Zubrot. Über dreihundert Personen wanderten infolge von Armut nach Amerika aus.
1818 war der Ort ein Bestandteil des Landkommissariats Pirmasens, das 1862 in ein Bezirksamt umgewandelt wurde. 1939 wurde Bundenthal in den Landkreis Pirmasens (ab 1997 Landkreis Südwestpfalz) eingegliedert. Nach dem Zweiten Weltkrieg wurde die Gemeinde innerhalb der französischen Besatzungszone ein Teil des neu gebildeten Landes Rheinland-Pfalz. Im Zuge der ersten rheinland-pfälzischen Verwaltungsreform verlor Bundenthal am 7. Juni 1969 seine Selbständigkeit und der Ort wurde mit Bruchweiler-Bärenbach zur neuen Gemeinde Wieslautern vereinigt. Nach Protesten der Bundenthaler Bevölkerung wurde Wieslautern am 17. Juni 1989 per Landesgesetz aufgelöst und Bundenthal wieder selbständig. Seither gehört die Ortsgemeinde der 1972 geschaffenen Verbandsgemeinde Dahner Felsenland an.

### Finsternheim (winsternheym = von winstern, links der lauter liegend)
Finsternheim – nur durch die Lauter von Bundenthal getrennt – wurde 1348 erstmals als „winsternheymer mark“ erwähnt. Es gehörte zum Kloster Weißenburg, ab 1524 zum Hochstift Speyer und war den Fürstbischöfen von Speyer untertan. Zwischen beiden Landesherrschaftsbereichen kam es oft zu Streitigkeiten. 1797 kam Finsternheim durch ein französisches Dekret zu Bundenthal.

## Kirchengeschichte/Religion
Bundenthal war in vorreformatorischer Zeit eine Filiale der Pfarrei Niederschlettenbach, dem dortigen Gericht unterstellt und gehörte zum Landdekan Weißenburg im Bistum Speyer. Eine spätere Kirche Peter und Paul dürfte wohl erst im 16./17. Jahrhundert errichtet worden sein. Im Jahre 1628 wurde ein Bundenthaler Gotteshaus erwähnt, das durch ein kaiserliches Regiment, die sogenannten Kratzischen Reiter, ausgeplündert wurde.
Nach dem am 6. März 1629 von Kaiser Ferdinand II. erlassenen Restitutionsedikt (Rückgabe aller von Protestanten nach 1552 eingezogenen katholischen Kirchengüter), kam es in Bundenthal im Auftrag des Speyerer Bischofs, Philipp Christoph von Sötern, 1629 zum Verschließen der Kirchentür für lutherische Predigten.
Am Ende des Dreißigjährigen Krieges (1648) lebten in Bundenthal noch drei Hausbesitzer mit ihren Familien. Zugezogen sind anschließend Katholiken aus der Schweiz und Österreich. 1731 wurde die Wendelinus-Kapelle gegen den Willen des Pfarrers von Niederschlettenbach und des Bischofs erbaut. In der 1743 und 1835 erweiterten Kirche (neu: Byzantinischer Stil) wurden schon um 1685 katholische Messen gelesen.
Nach vielen Bittschreiben Bundenthaler Bürgermeister und Schultheißen um eigene Pfarrei, erklärte Bischof Franz Christoph von Hutten (1743–1770) mit Schreiben vom 4. November 1755 Bundenthal zur Pfarrei und ernannte Mattheus Weis zum ersten Pfarrer von Bundenthal, Finsternheim und Bärenbach. Im Jahre 1786 erbaute die Propstei Weißenburg das Pfarrhaus in Bundenthal. 1951 errichtete die Gemeinde einen Glockenturm und stiftete diesen der Pfarrei Peter und Paul.
2012 waren 76,6 Prozent der Einwohner katholisch und 11,7 Prozent evangelisch. Die übrigen gehörten einer anderen Religion an oder waren konfessionslos. Die Katholiken gehören zum Bistum Speyer und unterstehen dort dem Dekanat Pirmasens, die Evangelischen zur Protestantischen Landeskirche Pfalz.

## Politik

### Gemeinderat
Der Gemeinderat in Bundenthal besteht aus 16 Ratsmitgliedern, die bei der Kommunalwahl am 9. Juni 2024 in einer Mehrheitswahl gewählt wurden, und dem ehrenamtlichen Ortsbürgermeister als Vorsitzendem.

### Bürgermeister
Daniel Frey wurde am 2. Februar 2021 Ortsbürgermeister von Bundenthal. Bei der Direktwahl am 10. Januar 2021 war er mit einem Stimmenanteil von 76,4 % gewählt worden. Bei der Direktwahl am 9. Juni 2024 wurde Frey ohne Gegenkandidat mit 86,7 % der Stimmen für weitere fünf Jahre in seinem Amt bestätigt.
Die Neuwahl im Jahr 2021 war erforderlich geworden, weil Freys Vorgänger Wolfgang Morio das Amt zum 1. Oktober 2020 aus gesundheitlichen Gründen niedergelegt hatte. Er hatte es seit 1989 ausgeübt und war zuletzt bei der Direktwahl am 26. Mai 2019 mit einem Stimmenanteil von 72,01 % in seinem Amt bestätigt worden.

### Wappen
| Wappen von Bundenthal | Blasonierung: „Von Blau und Gold geteilt, oben ein schwebender dreilätziger silberner Turnierkragen, unten ein schrägrechts gelegter roter Schlüssel.“ |
| Wappen von Bundenthal | Wappenbegründung: Der Turnierkragen entstammt dem Wappen der Schenken von Waldenburg, welche die Ortsherrschaft ausübten. Der Schlüssel steht für das Kloster Weißenburg, das Ortsherr in Finsternheim war. Aus dem 15. Jahrhundert weisen noch 15 „Mundatsteine – mit dem Peterschlüssel“ auf diese Zeit hin. Es wurde 1952 vom Mainzer Innenministerium genehmigt. |

### Gemeindepartnerschaften
Seit 1990 besteht eine Partnerschaft mit der Gemeinde Horgau in Bayern.

## Kultur

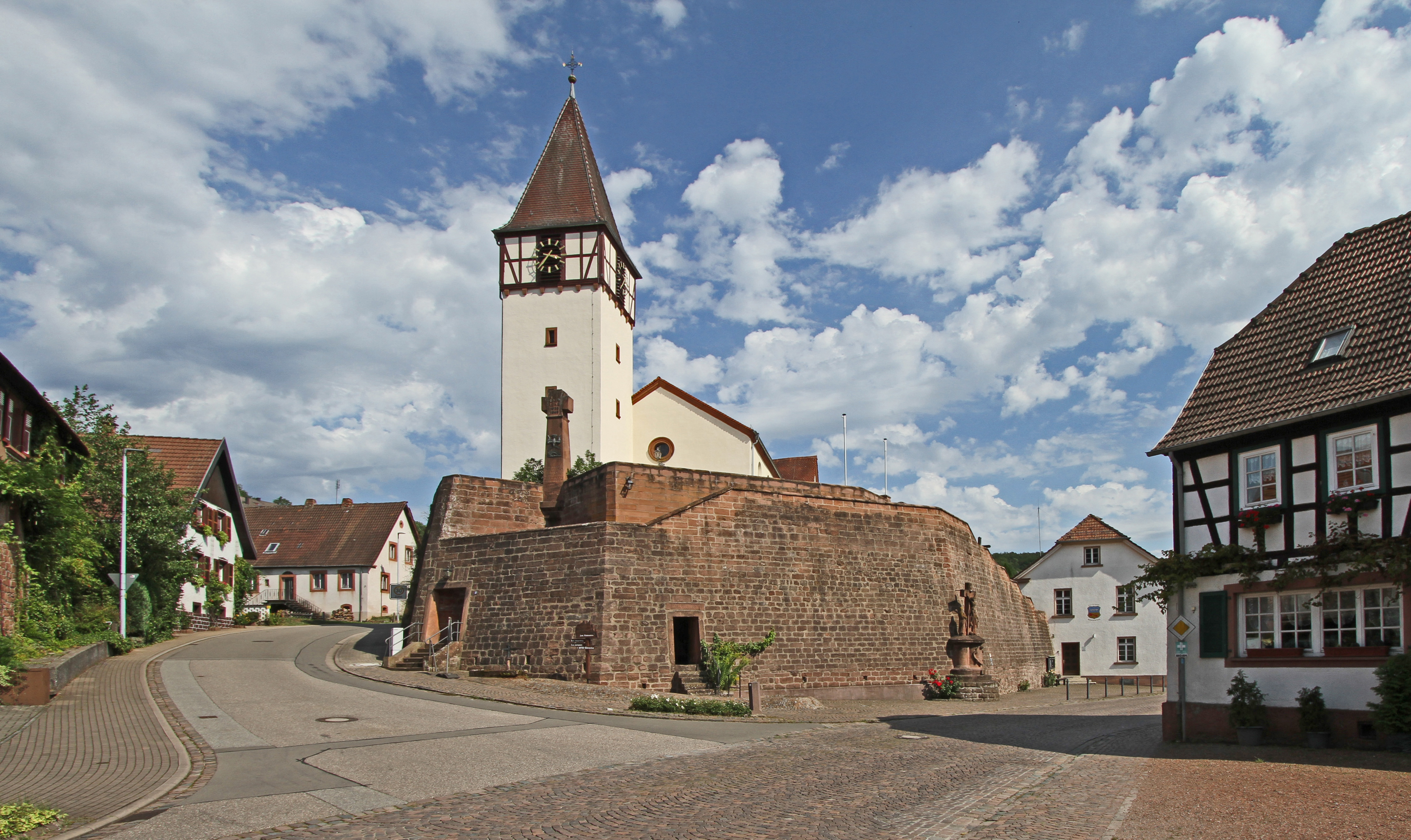
Denkmalgeschützte Kirche in der Ortsmitte

### Kulturdenkmäler
Im Ort existieren 20 Objekte, die unter Denkmalschutz stehen, darunter die Kirchenmauer seit 1974.

### Natur
Die Gemeinde liegt im Naturpark Pfälzerwald, der zum Biosphärenreservat Pfälzer Wald-Vosges du Nord gehört. Mit den sieben Fladensteinfelsen und dem Kanzelfelsen existieren Felsformationen, die als Naturdenkmale ausgewiesen sind. Im Süden der Gemarkung befindet sich der Ritterstein 302; er trägt die Bezeichnung „Anno 1793 Schlacht am Mäuerle“ und weist auf eine Schlacht hin, die während der Koalitionskriege auf dem Gemeindegebiet stattfand. Weiter befindet sich am Denkmalsbereich der Kirche eine Stele, welche an die Gefallenen erinnert.

### Organisationen
Die Freiwillige Feuerwehr Bundenthal wurde 1993 bei den Traditionellen Feuerwehrwettbewerben ohne Alterspunkte Weltmeister. Insgesamt gestalten 20 Vereine das kulturelle Leben des Dorfes.

## Wirtschaft und Infrastruktur

### Wirtschaft
Aufgrund der geographischen Gegebenheiten dominierte jahrhundertelang die Feld-, Forst- und Holzwirtschaft mit Pferdefuhrwerken. Auch die dafür notwendigen Handwerker waren dort tätig. Im 19. Jahrhundert begannen die Steinbrucharbeiten und ab 1934 waren etwa 100 Arbeitnehmer in der Schuhfabrik Seibel beschäftigt. Heute arbeiten viele im Mercedes-Benz-Werk Wörth. Die Handwerkstradition von Versorgung und Bau hat sich noch erhalten und ist auch über die Region hinaus aktiv.

### Verkehr

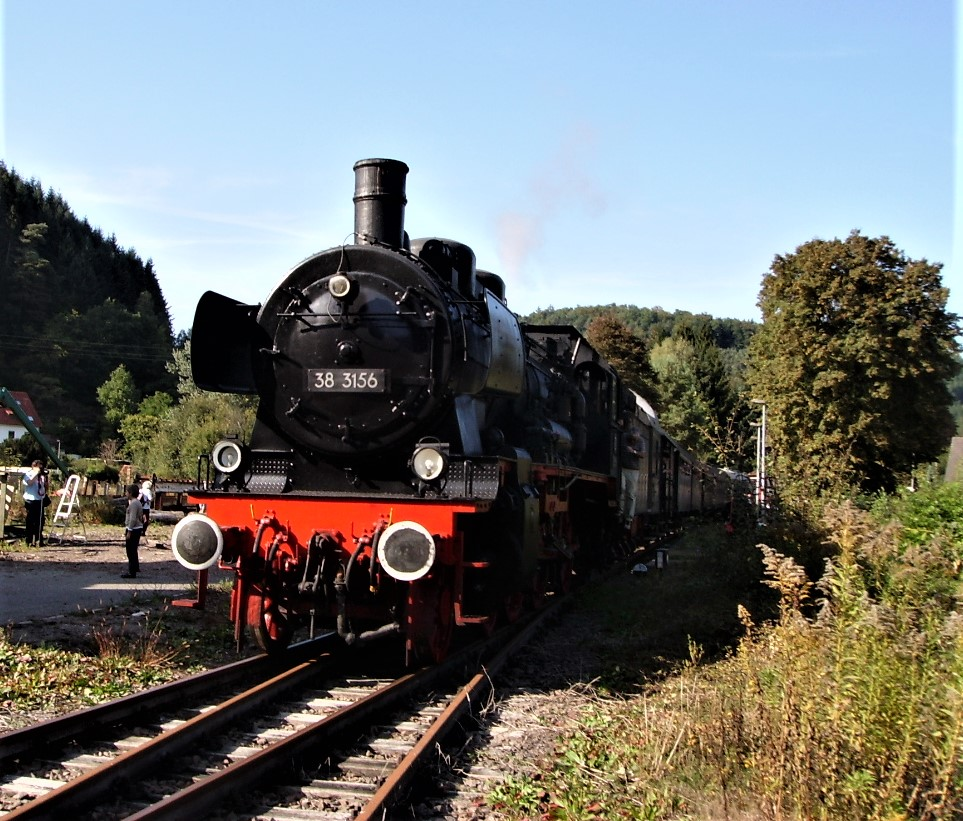
Historische Lokomotive bei der 75 Jahrfeier

1911 erhielt die Gemeinde Anschluss an das Eisenbahnnetz, als die in Hinterweidenthal beginnende und in Bundenthal endende Wieslauterbahn eröffnet wurde. Der Bahnhof erhielt die Bezeichnung Bundenthal-Rumbach, da er als gemeinsame Bahnstation mit dem benachbarten Rumbach ausgelegt war. Nachdem der Personenverkehr im Jahr 1966 eingestellt worden war, wird sie seit 1997 im Ausflugsverkehr wieder betrieben. Neuere Überlegungen der DB im Jahre 2022 lassen hoffen, dass eine Wiederbelebung der Strecke vorgenommen wird. Zeitweise war die Trasse jedoch wieder in Gefahr, da sie von der nahen Stadt Dahn für eine innerörtliche Entlastungsstraße beansprucht wurde. Von 1921 bis 1930 war Bundenthal Ausgangspunkt der schmalspurigen Wasgenwaldbahn, die für französische Besatzungskräfte gebaut worden war und über Rumbach, Fischbach zum Übungsplatz Ludwigswinkel verlief.
Durch den Ort führen die Landesstraßen 478 und 489; Erstere verläuft von der saarländischen Landesgrenze bis zur französischen Staatsgrenze bei Wissembourg und Letztere von Reichenbach über Bruchweiler-Bärenbach bis nach Bundenthal. Die von Rumbach nach Niederschlettenbach verlaufende Kreisstraße 46 führt an zwei Stellen durch das Bundenthaler Gemeindegebiet.
Teilweise auf dem Gemeindegebiet befindet sich das Segelfluggelände Bundenthal-Rumbach auf dem zwischen Bundenthal und Rumbach gelegenen Söller.

### Tourismus
Bundenthal ist staatlich anerkannter Fremdenverkehrsort mit vielen Ferienwohnungen, Ferienhäusern und Komfortpools. Hotelbauten sind in Planung. Die Gemeinde ist östlicher Endpunkt des Hornbach-Fleckenstein-Radwegs, der bis nach Hornbach führt. Mit der Biosphärentour und dem Pamina-Radweg Lautertal verlaufen zwei weitere Radwege durch Bundenthal; der eine verläuft im Kreis zwischen Dahn, Fischbach bei Dahn sowie Rumbach und der andere verbindet die Gemeinde mit Hinterweidenthal sowie Neuburg am Rhein. Zudem ist die Gemeinde Startpunkt der Tour 14 im Mountainbikepark Pfälzerwald.
Über Bundenthal verläuft außerdem die Südroute der Pfälzer Jakobswege.
Der „Geopfad“ an den Fladensteinen und Wanderwege zu Burgen, Felsen und Pfälzerwald-Hütten laden zur Information, Erholung und Erbauung ein.

## Persönlichkeiten

### Ehrenbürger
- Friedrich „Fritz“ Frankfurter (1928–2016), von 1964 bis 1969 und 1989 bis 1999 Mitglied im Ortsgemeinderat, für „sein herausragendes Engagement in einer Vielzahl von Vereinen in der Gemeinde Bundenthal, deren Geschicke und Entwicklung er aktiv geprägt und mitgestaltet hat“[16][17]

### Söhne und Töchter der Gemeinde
- Ludwig Kneiss (1830–1900), Sänger und Schauspieler

### Personen, die im Ort gewirkt haben
- Philip Schulz (* 1979), Radsportler, wurde am 4. Mai 2008 in Bundenthal bei einem Dopingtest gestellt.

Weitere Bürger und Nachkommen aus Bundenthal sind bei der Berliner Philharmonie, als Professor einer Universität und als Behördenleiter bei rheinland-pfälzischen und Bundesbehörden tätig.